# 驟雨 (小説)
『驟雨』（しゅうう）は、吉行淳之介による日本の短編小説である。『文學界』昭和29年2月号初出。第31回（1954年上半期）芥川賞受賞作。

## あらすじ
大学を出てサラリーマン生活3年目で独身の山村英夫にとって、愛することは煩わしいことである。娼婦の町（赤線）に通い、遊戯の段階に留まることは、精神衛生にかなうと考えている。しかし、なじみになった道子という娼婦のもとへ通ううち、愛情を抱き始めた山村はその感情に戸惑う。
ある日、道子の部屋から赤線の町を見下ろしていると、にわか雨が降り出し、男たちを呼びとめる娼婦たちの嬌声が町に交錯する。その様子から山村は情緒を感じ取る。翌朝、喫茶店に入った山村と道子は窓越しに、一本のニセアカシアから緑色の葉が一斉に落ちるという異様な光景を目にする。まるで緑色の驟雨であった。
その日は同僚・古田五郎の結婚披露宴だった。披露宴の後、再び山村は道子を訪ねるが、先客がいたため、縄のれんの店に入り、酒とゆでた蟹を注文する。道子を所有する数多くの男たちのことを想い、嫉妬の情を覚えるも、今度はその感情を飼い慣らそうとする。ふと箸先に手応えの無いのに気づいて見下ろすと、杉箸が二つに折れかかっていた。

## エピソード
これより先、吉行は「娼婦との交渉は精神衛生によい」と言って赤線を歩き回る男を描く滑稽小説「衛生的な散歩」を書いていた（未発表）。これを正攻法で書き直し「驟雨」と改題した。1953年12月、結核のため入院した清瀬病院で脱稿し、翌年、雑誌掲載の数日後に左肺切除手術を受けた。芥川賞受賞の知らせは病室で看護婦から聞いた。
作品中には明記されていないが、舞台は新宿二丁目の赤線地帯である。モデルとなった女性との交渉や後日談は、エッセイ「娼婦と私」、小説「香水瓶」などにも描かれている。